# Nagycsécs
Nagycsécs község Borsod-Abaúj-Zemplén vármegyében, a Tiszaújvárosi járásban.

## Fekvése
Miskolctól 15 kilométerre délkeletre található, a 35-ös főút mentén. A környező települések közül Muhi 2, Sajószöged 4 kilométerre fekszik, a legközelebbi város a mintegy 7 kilométerre lévő Tiszaújváros.

## Nevének eredete
Neve lehetséges, hogy szláv személynévből ered, de az is lehet, hogy a cech régi magyar jelentése(himlőhely) szóból származik.
Valószínűsíthetően innen ered a csécsi szalonna elnevezése.

## Története
A település környéke az őskor óta lakott. 1241 tavaszán a falu határában zajlott le a magyar vereséggel végződő muhi csata.
Magát a falut először 1280-ban említik egy itteni lakója Chech-i Leusták fia Rophoyn özvegyének nevében.
1281-ben Ákos nemzetségbeli Ernye bán fiának Istvánnak birtoka, aki ekkor a birtoka mellett levő halastavat a Miskóc nemzetségbeli Panyit bán fiaira hagyta.
1319-ben Károly Róbert király a környező községekkel együtt - a Miskóc nemzetségbelieket hűtlenségük miatt megfosztotta birtokaiktól - így a nemzetség itteni tagjait is, és birtokaikat ugyancsak Debreceni Dózsa kapta, de 1320-ban megváltoztatva szándékát és a falut az Aba nemzetségbeli Marchardus fia Mihálynak (az Aszaly család tagjának) adta cserébe.
1332-ben a pápai tizedjegyzék említette Szent Jakabról elnevezett templomát is, akinek papja a tizedjegyzék szerint 12 garas pápai tizedet fizetett, mely ekkor legtöbb volt e vidéken, ami arra utal, hogy már ekkor népes község lehetett.
A 14. században a Zsaluzsányi család birtokos itt. E család egyik tagja, Pósa fia Miklós - Gridol István mellett - Borsod vármegye alispánja is volt. E Pósáról, mint kiemelkedő személyről kezdte aztán a család magát Pósának nevezni. Jelentős család lettek: Csécsi (de Csécs) Posafi András és Mihály Zsigmond királytól pallosjogot is nyertek.
A község Csécsegyházának nevezett részén, ahol a templom is állt a Perényiek voltak birtokosok.
A 15. században csécsi birtokrészére a Kapy család új adományt nyert Zsigmond királytól. Ekkortájt jelenik meg új birtokosként a Herencsényi család is, de rövidesen Herecsényi István utódnélküli halála miatt a birtok újból visszaszállt a királyra, később ezt a birtokot Bornemissza György és Nebojszai Balogh Gergely kapták meg.
A török uralom alatt elpusztult, de később újjáépült. A 17. században a Fáy és a Szirmai családok voltak a birtokosai. A 18. században Dőry András volt a földesúr. Ebben a században lakói nagy része református, ma a katolikusok vannak többségben. A falunak saját vasútállomása van. Jó fekvésű település, gyakori buszjárat köti össze Miskolccal és más megyeszékhelyekkel, illetve Tiszaújvárossal.
2008. november 3-án a falu egy rasszista gyilkosságsorozat egyik helyszíne volt, két Dózsa György úti, cigányok lakta házra dobtak Molotov-koktélt, majd két embert megöltek, egy embert súlyosan megsebesítettek.

## Közélete

### Polgármesterei
- 1990–1994: Kaczvinszky Lajos (független)[4]
- 1994–1998: Kaczvinszky Lajos (független)[5]
- 1998–2002: Török Tibor (független)[6]
- 2002–2006: Török Tibor (független)[7]
- 2006–2007: Török Tibor (független)[8]
- 2007–2010: Gulyás Ottó (független)[9]
- 2010–2014: Gulyás Ottó (független)[10]
- 2014–2019: Gulyás Ottó (független)[11]
- 2019–2024: Molnár Márió Gergő (független)[12]
- 2024– : Molnár Márió Gergő (független)[1]

A településen 2007. július 1-jén időközi polgármester-választást tartottak, az előző polgármester lemondása miatt.

## Népesség
A település népességének változása:
| Lakosok száma | 808  | 812  | 799  | 789  | 762  | 753  | 748  |
|               | 2013 | 2014 | 2015 | 2021 | 2022 | 2023 | 2024 |

2001-ben a település lakosságának 91%-a magyar, 9%-a cigány nemzetiségűnek vallotta magát.
A 2011-es népszámlálás során a lakosok 91,7%-a magyarnak, 20% cigánynak mondta magát (7,8% nem válaszolt; a kettős identitások miatt a végösszeg nagyobb lehet 100%-nál). A vallási megoszlás a következő volt: római katolikus 48,8%, református 7%, görögkatolikus 7,8%, evangélikus 0,2%, felekezeten kívüli 12,8% (23,3% nem válaszolt).
2022-ben a lakosság 87%-a vallotta magát magyarnak, 3,8% cigánynak, 0,8% németnek, 0,5% ukránnak, 0,1% románnak, 1,3% egyéb, nem hazai nemzetiségűnek (12,6% nem nyilatkozott; a kettős identitások miatt a végösszeg nagyobb lehet 100%-nál). Vallásuk szerint 37,3% volt római katolikus, 7,6% református, 3,7% görög katolikus, 1,4% egyéb keresztény, 0,3% evangélikus, 10% felekezeten kívüli (38,8% nem válaszolt).

## Galéria

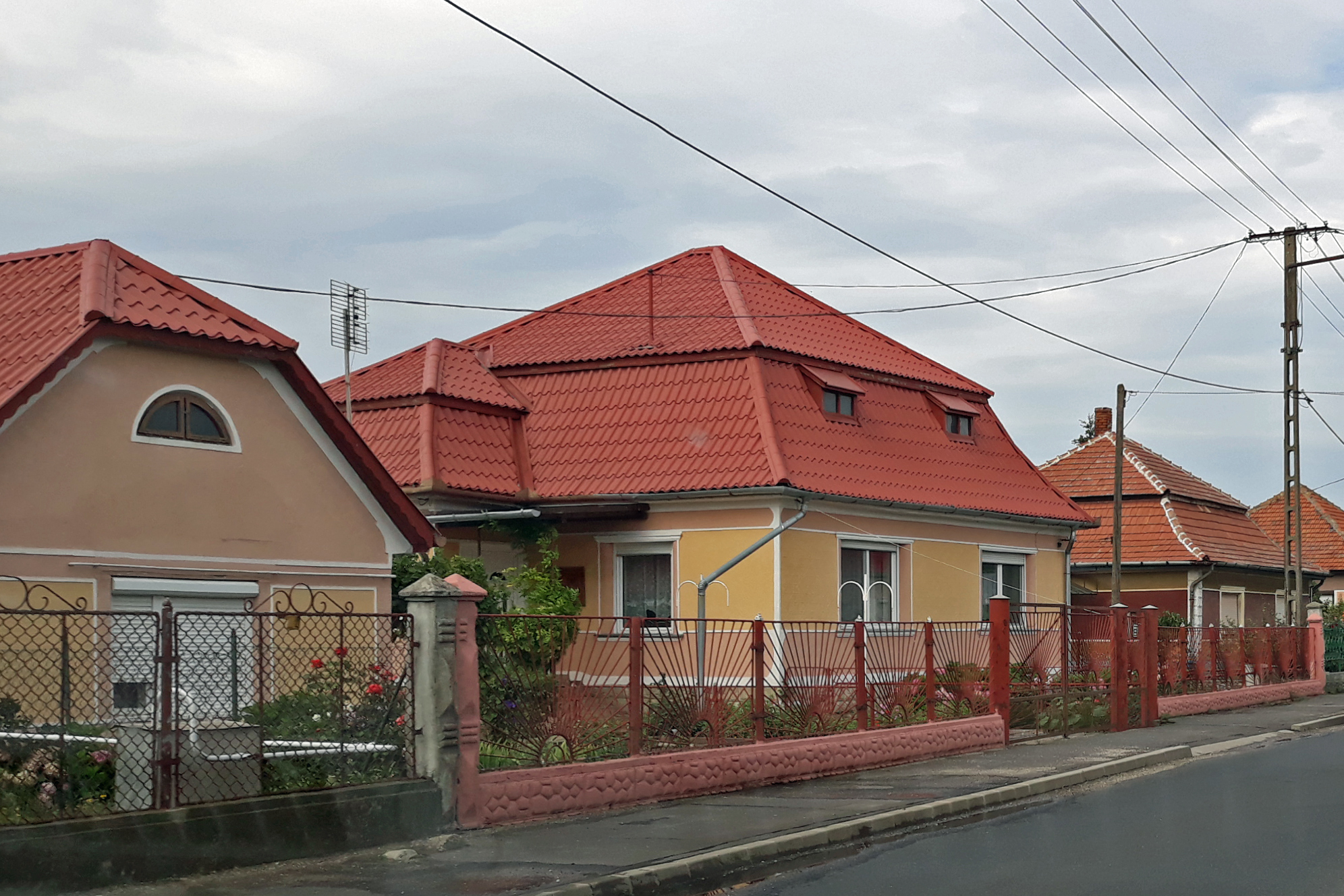
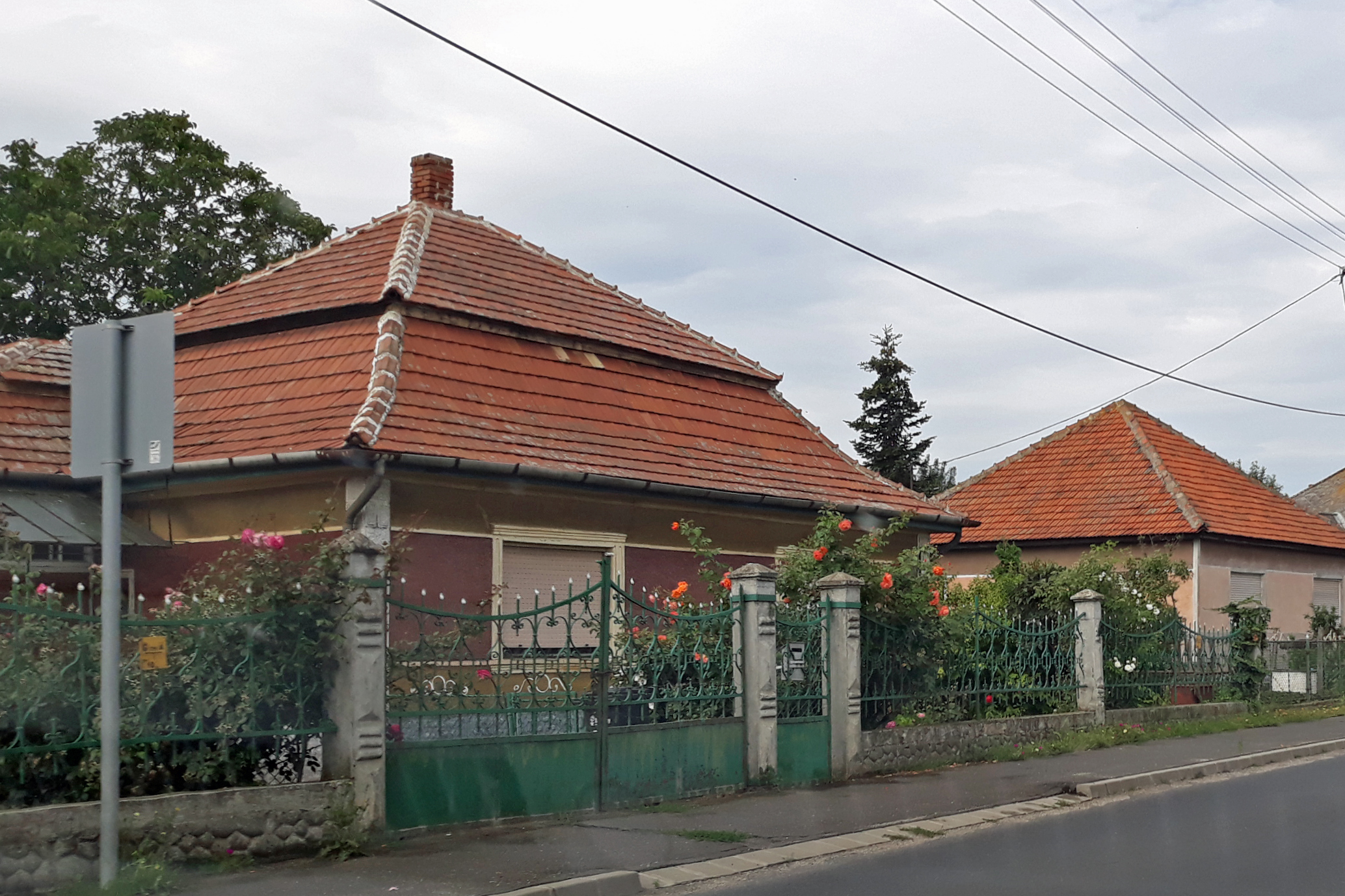
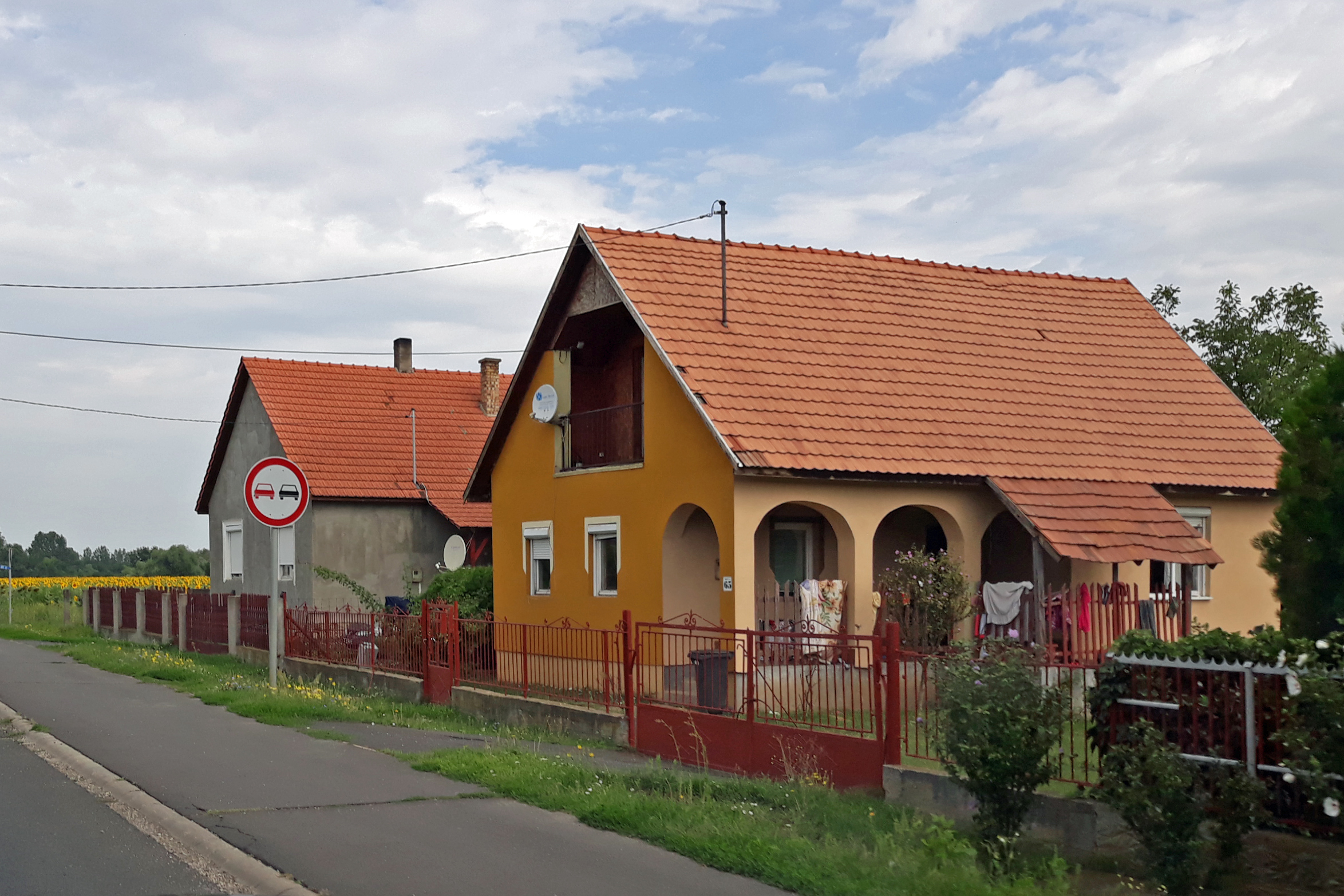